# Loriquet de Weber
Trichoglossus weberi
Espèce
Statut de conservation UICN

 NT  : Quasi menacé
Statut CITES
Le Loriquet de Weber ou Loriquet de Florès (Trichoglossus weberi) est une espèce d'oiseaux de la famille des Psittacidae. Elle est endémique de l'île de Florès en Indonésie.
Elle n'existe pas dans la classification de Sibley-Ahlquist, étant considérée comme la sous-espèce Trichoglossus haematodus weberi (en anglais : Weber's Lorikeet).